# Ryan Cochran-Siegle
Ryan Cochran-Siegle (ur. 27 marca 1992 w Burlington) – amerykański narciarz alpejski, wicemistrz olimpijski i dwukrotny medalista mistrzostw świata juniorów.

## Kariera
Po raz pierwszy na arenie międzynarodowej Ryan Cochran-Siegle pojawił się 16 grudnia 2007 roku w Sugarloaf, gdzie w zawodach FIS Race zajął 50. miejsce w slalomie. W 2011 roku wystartował na mistrzostwach świata juniorów w Crans-Montana, zajmując między innymi jedenaste miejsce w supergigancie i dwunaste w kombinacji. Na rozgrywanych rok później mistrzostwach świata juniorów w Roccaraso zwyciężył w zjeździe, wyprzedzając dwóch Szwajcarów: Ralpha Webera i Nilsa Maniego. Parę dni później złoty medal zdobył także w kombinacji, tym razem wyprzedzając Henrika Kristoffersena z Norwegii oraz Słoweńca Žana Kranjca.
W zawodach Pucharu Świata zadebiutował 26 listopada 2011 roku w Lake Louise, gdzie nie ukończył zawodów w zjeździe. Pierwsze pucharowe punkty wywalczył parę dni później, 3 grudnia 2011 roku w Beaver Creek, zajmując 29. miejsce w supergigancie. Na podium zawodów tego cyklu pierwszy raz stanął 19 grudnia 2020 roku w Val Gardenie, kończąc rywalizację w zjeździe na drugiej pozycji. Rozdzielił tam na podium Norwega Aleksandra Aamodta Kilde i Beata Feuza ze Szwajcarii.
Trzykrotnie startował na mistrzostwach świata – jego najlepszym wynikiem na nich była 11. pozycja w supergigancie na mistrzostwach świata w Åre w 2019 roku. Na igrzyskach olimpijskich w Pjongczangu w 2018 roku zajął 11. pozycję w gigancie, 14. w supergigancie i 23. w zjeździe. Podczas rozgrywanych rok później igrzysk olimpijskich w Pekinie wywalczył srebrny medal w supergigancie.  Rozdzielił tam Austriaka Matthiasa Mayera i Aleksandra Aamodta Kilde. Zajął tam także 14. miejsce w zjeździe, a rywalizacji w gigancie nie ukończył.

## Osiągnięcia

### Igrzyska olimpijskie
| Miejsce | Dzień     | Rok  | Miejscowość | Konkurencja     | Czas biegu | Strata | Zwycięzca          |
| ------- | --------- | ---- | ----------- | --------------- | ---------- | ------ | ------------------ |
| DNF1    | 13 lutego | 2018 | Pjongczang  | Superkombinacja | 2:06,52    | -      | Marcel Hirscher    |
| 23.     | 15 lutego | 2018 | Pjongczang  | Zjazd           | 1:40,25    | +2,71  | Aksel Lund Svindal |
| 14.     | 16 lutego | 2018 | Pjongczang  | Supergigant     | 1:24,44    | +1,28  | Matthias Mayer     |
| 11.     | 18 lutego | 2018 | Pjongczang  | Gigant          | 2:18,04    | +2,70  | Marcel Hirscher    |
| 14.     | 7 lutego  | 2022 | Pekin       | Zjazd           | 1:42,69    | +1,22  | Beat Feuz          |
| 2.      | 8 lutego  | 2022 | Pekin       | Supergigant     | 1:19,94    | +0,04  | Matthias Mayer     |
| DNF1    | 13 lutego | 2022 | Pekin       | Gigant          | 2:09,35    | -      | Marco Odermatt     |

### Mistrzostwa świata
| Miejsce | Dzień     | Rok  | Miejscowość        | Konkurencja          | Czas biegu | Strata | Zwycięzca            |
| ------- | --------- | ---- | ------------------ | -------------------- | ---------- | ------ | -------------------- |
| 15.     | 6 lutego  | 2013 | Schladming         | Supergigant          | 1:23,96    | +1,67  | Ted Ligety           |
| DNF1    | 11 lutego | 2013 | Schladming         | Superkombinacja      | 2:56,96    | -      | Ted Ligety           |
| 28.     | 8 lutego  | 2017 | Sankt Moritz       | Supergigant          | 1:28,76    | +3,38  | Erik Guay            |
| 19.     | 13 lutego | 2017 | Sankt Moritz       | Superkombinacja      | 2:28,60    | +2,27  | Luca Aerni           |
| 25.     | 17 lutego | 2017 | Sankt Moritz       | Gigant               | 2:16,11    | +2,80  | Marcel Hirscher      |
| 11.     | 6 lutego  | 2019 | Åre                | Supergigant          | 1:24,20    | +0,53  | Dominik Paris        |
| 12.     | 9 lutego  | 2019 | Åre                | Zjazd                | 1:19,98    | +1,02  | Kjetil Jansrud       |
| 18.     | 11 lutego | 2019 | Åre                | Superkombinacja      | 1:47,71    | +2,13  | Alexis Pinturault    |
| 21.     | 15 lutego | 2019 | Åre                | Gigant               | 2:20,24    | +3,64  | Henrik Kristoffersen |
| 10.     | 7 lutego  | 2023 | Courchevel/Méribel | Kombinacja           | 1:53,31    | +5,25  | Alexis Pinturault    |
| 18.     | 9 lutego  | 2023 | Courchevel/Méribel | Supergigant          | 1:07,22    | +1,52  | James Crawford       |
| 24.     | 12 lutego | 2023 | Courchevel/Méribel | Zjazd                | 1:47,05    | +1,90  | Marco Odermatt       |
| 7.      | 7 lutego  | 2025 | Saalbach           | Supergigant          | 1:24,57    | +1,31  | Marco Odermatt       |
| 13.     | 9 lutego  | 2025 | Saalbach           | Zjazd                | 1:40,68    | +1,43  | Franjo von Allmen    |
| 4.      | 12 lutego | 2025 | Saalbach           | Kombinacja drużynowa | 2:42,38    | +0,69  | Szwajcaria 1         |

### Mistrzostwa świata juniorów
| Miejsce | Dzień       | Rok  | Miejscowość   | Konkurencja | Czas biegu | Strata | Zwycięzca            |
| ------- | ----------- | ---- | ------------- | ----------- | ---------- | ------ | -------------------- |
| 13.     | 30 stycznia | 2011 | Crans-Montana | Gigant      | 2:19,62    | +3,38  | Alexis Pinturault    |
| 35.     | 31 stycznia | 2011 | Crans-Montana | Slalom      | 1:28,54    | +9,81  | Reto Schmidiger      |
| 33.     | 3 lutego    | 2011 | Crans-Montana | Zjazd       | 1:37,34    | +2,79  | Boštjan Kline        |
| 12.     | 3 lutego    | 2011 | Crans-Montana | Kombinacja  | ?          | ?      | Reto Schmidiger      |
| 11.     | 4 lutego    | 2011 | Crans-Montana | Supergigant | 1:22,44    | +1,68  | Boštjan Kline        |
| 1.      | 2 marca     | 2012 | Roccaraso     | Zjazd       | 1:11,99    | -      | -                    |
| DNF     | 3 marca     | 2012 | Roccaraso     | Supergigant | 1:02,73    | -      | Ralph Weber          |
| 28.     | 7 marca     | 2012 | Roccaraso     | Gigant      | 2:39,50    | +2,65  | Henrik Kristoffersen |
| 10.     | 9 marca     | 2012 | Roccaraso     | Slalom      | 1:38,44    | +2,75  | Santeri Paloniemi    |
| 1.      | 9 marca     | 2012 | Roccaraso     | Kombinacja  | 31,49 pkt  | -      | -                    |

### Puchar Świata

#### Miejsca w klasyfikacji generalnej
- sezon 2011/2012: 131.
- sezon 2012/2013: 106.
- sezon 2016/2017: 83.
- sezon 2017/2018: 75.
- sezon 2018/2019: 53.
- sezon 2019/2020: 20.
- sezon 2020/2021: 22.
- sezon 2021/2022: 15.
- sezon 2022/2023: 29.
- sezon 2023/2024: 24.
- sezon 2024/2025:

#### Miejsca na podium w zawodach
1. Val Gardena – 19 grudnia 2020 (zjazd) – 2. miejsce
2. Bormio – 29 grudnia 2020 (supergigant) – 1. miejsce
3. Val Gardena – 21 grudnia 2024 (zjazd) – 3. miejsce